# Мизрахи, Валери
Валери Мизрахи (род. 1958, Солсбери) — молекулярный биолог из Южной Африки.

## Биография
Дочь Морриса и Этти Мизрахи, еврейской семьи сефардов с греческого острова Родос, родилась в Хараре, Зимбабве, и получила там образование.

## Карьера
Получила степень бакалавра в области химии и математики, а затем доктора химических наук в Кейптаунском университете. С 1983 по 1986 год она обучалась в аспирантуре Пенсильванского государственного университета. Затем Мизрахи работала над исследованиями и разработками в фармацевтической компании Smith, Kline & French. В 1989 году она основала исследовательское подразделение Южноафриканского института медицинских исследований и Университета Витватерсранда, где работала до 2010 года. Её исследования были сосредоточены на лечении туберкулёза и на лекарственной устойчивости. В 2011 году она стала директором Института инфекционных заболеваний и молекулярной медицины Кейптаунского университета. Мизрахи — директор исследовательского подразделения Южноафриканского совета по медицинским исследованиям и руководитель филиала Центра передового опыта в области биомедицинских исследований туберкулёза в Кейптаунском университете.
Мизрахи получила премию L’Oréal-ЮНЕСКО для женщин в науке в 2000 году. В 2006 году она получила золотую медаль Южноафриканского общества биохимии и молекулярной биологии за свой вклад в эту область и награду Департамента науки и технологий как выдающейся учёной. Она член Королевского общества Южной Африки, член Академии наук Южной Африки и членом Американской академии микробиологии с 2009 года. В 2007 году она была награждена орденом Мапунгубве. С 2000 по 2010 год она была международным научным сотрудником Медицинского института Говарда Хьюза; в 2012 году она была назначена до 2017 года старшим международным научным сотрудником Института. В 2013 году она была удостоена премии Кристофа Мерье от Института Франции за свои исследования туберкулёза.

## Награды
- 2000: Премия L’Oréal-ЮНЕСКО для женщин в науке
- 2007: Орден Мапунгубве — серебро
- 2013: Премия Кристофа Мерьё
- 2018: Стипендия Гарри Оппенгеймера[8]

## Личная жизнь
У Валери есть две дочери, её отец — почётный президент Йоханнесбургской сефардской еврейской общины. Она выросла, разговаривая дома на сефардском языке.

## Публикации
- Effects of Pyrazinamide on Fatty Acid Synthesis by Whole Mycobacterial Cells and Purified Fatty Acid Synthase I. Helena I. Boshoff, Valerie Mizrahi, Clifton E. Barry. Journal of Bacteriology, 2002
- The impact of drug resistance on Mycobacterium tuberculosis physiology: what can we learn from rifampicin?. Anastasia Koch, Valerie Mizrahi, Digby F Warner. Emerging Microbes & Infections, 2014